# شهرستان نووآلکساندروفسکی
شهرستان نووآلکساندروفسکی (به لاتین: Novoalexandrovsky District) یک شهرستان در روسیه است که در سرزمین استاوروپول واقع شده‌است.